# Витешки крст Гвозденог крста
Витешки крст Гвозденог крста (њем. Ritterkreuz des Eisernen Kreuzes), или само Витешки крст (њем. Ritterkreuz), као и његове варијанте, биле су највиша одликовања у војним и паравојним снагама Трећег рајха током Другог свјетског рата.
Витешки крст је додјељиван из разних разлога и свим чиновима, од вишег заповједника за вјешто предвођење својих снага у борби до војника нижег чина због чина војне храбрости. Одликовање је додјељивано припадницима сва три рода Вермахта: копненој војсци, ратној морнарици и ратном ваздухопловству, али и Вафен-СС-у, Рајхсарбајтсдинсту и Фолксштурму, као и особљу из других сила Осовине.
Одликовање је установљено 1. септембра 1939, на почетку њемачке инвазије на Пољску. Одликовање је требало замијенити многа старија одликовања Њемачког царства за заслуге и храброст. Виши степен, Витешки крст са храстовим лишћем уведен је 1940. године. Сљедеће године уведена су два виша степена Витешког крста са храстовим лишћем: Витешки крст са храстовим лишћем и мачевима и Витешки крст са храстовима лишћем, мачевима и дијамантима. Крајем 1944. уведене је коначни степен, Витешки крст са златним храстовим лишћем, мачевима и дијамантима. Током рата додијељено је више од 7.000 одликовања.